# Wiegschütz
Wiegschütz (polnisch Większyce; 1936–1945: Neumannshöh) ist ein Ort in der Landgemeinde Reinschdorf im Powiat Kędzierzyńsko-Kozielski der Woiwodschaft Opole in Polen.
Wie einige andere Orte der Region ist Wiegschütz offiziell zweisprachig (polnisch und deutsch).

## Weblinks

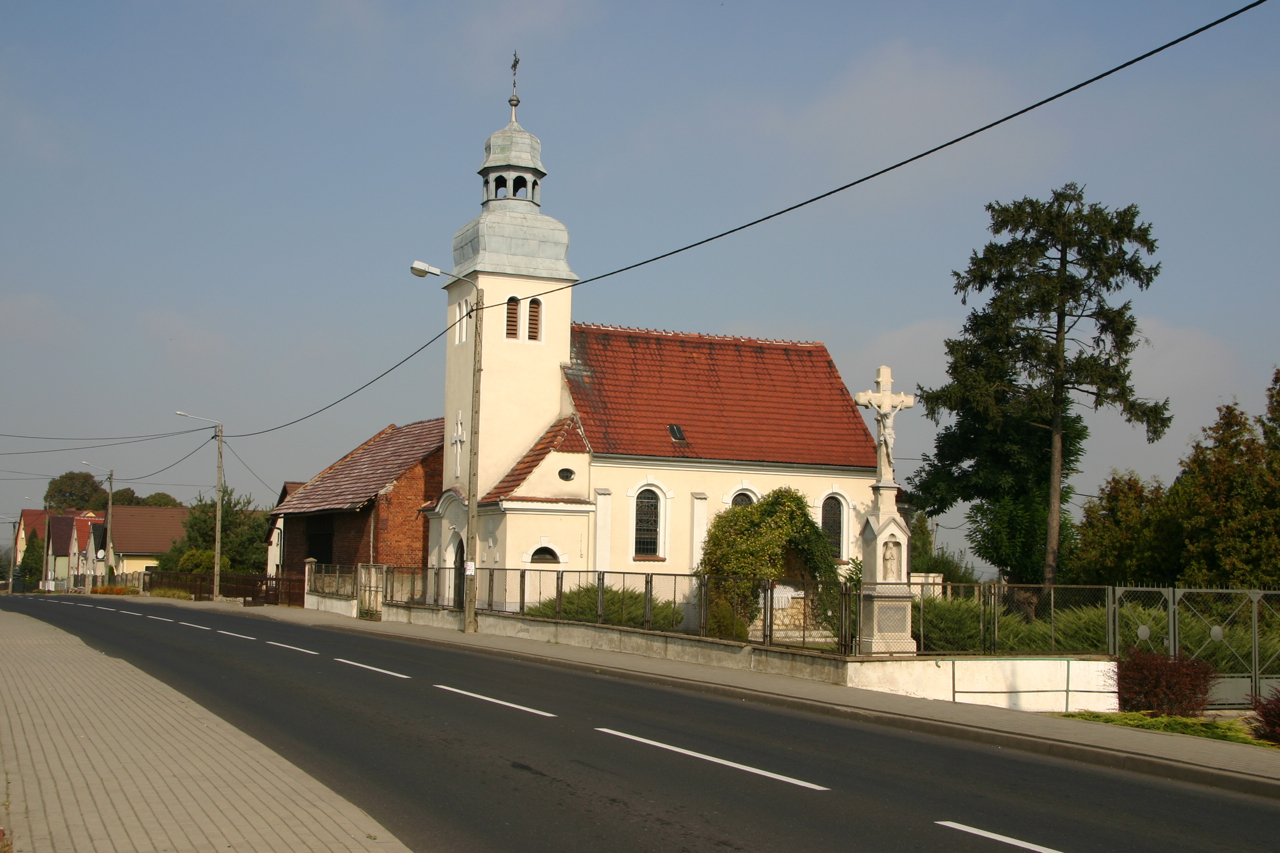
Kirche

## Sehenswürdigkeiten
- Schloss Wiegschütz